# Ptychadena stenocephala
Ptychadena stenocephala é uma espécie de anfíbio da família Ranidae.
Pode ser encontrada em países da África Ocidental  como: Camarões, Costa do Marfim, Guiné, Uganda, e possivelmente República Centro-Africana, Libéria e Nigéria.
Os seus habitats naturais são: florestas subtropicais ou tropicais húmidas de baixa altitude, savanas húmidas, campos de gramíneas de baixa altitude subtropicais ou tropicais sazonalmente húmidos ou inundados, campos de altitude subtropicais ou tropicais, pântanos e marismas intermitentes de água doce.